# Collectivité territoriale
Dans certains pays francophones, une collectivité territoriale ou collectivité locale est une personne morale de droit public qui exerce sur son territoire certaines compétences qui lui sont dévolues par l'État dans un processus de décentralisation.
Les collectivités territoriales peuvent notamment être des communes ou municipalités, des départements, des cercles ou des régions.

## Emploi du terme
Le terme « collectivité territoriale » est notamment employé au Burkina Faso, en France par les lois et la Constitution, au Mali et au Maroc.
Le terme de « collectivité locale » est employé en Algérie, au Sénégal, etc. En France, il est utilisé par l'administration de l'État : la direction générale des collectivités locales s'occupe des affaires relatives aux collectivités territoriales.
Dans le monde anglophone, on parle plutôt de local government ou local government area ; en allemand de Gebietskörperschaft.

## Caractéristiques
Les collectivités territoriales jouissent de la personnalité juridique. Elles sont souvent administrées par une assemblée délibérante qui peut être élue au suffrage universel direct. En fonction des législations locales, elles peuvent lever des impôts locaux et recevoir des fonds de l'État.

## Collectivités territoriales et institutions européennes
Le Congrès des pouvoirs locaux et régionaux du Conseil de l'Europe est une assemblée politique paneuropéenne composée de 648 élus pour quatre ans – conseillers régionaux et municipaux, maires et présidents de région. Il représente 200 000 collectivités territoriales ou locales de 47 pays européens, dont les 36 000 communes de France. En tant que porte-parole des collectivités territoriales, des villes et des régions, le Congrès est chargé de renforcer la démocratie locale et régionale dans ses 47 États membres en favorisant la concertation et le dialogue politique entre les gouvernements et les collectivités territoriales. À cet égard, il coopère avec le Comité des Ministres du Conseil de l’Europe. L'action du Congrès s'articule autour de ses deux chambres, la Chambre des pouvoirs locaux et la Chambre des régions et s'organise autour de trois commissions statutaires : une Commission de suivi, une Commission de la gouvernance et une Commission des questions d'actualité.

## Développement durable appliqué aux collectivités territoriales
En juin 1992, au sommet de la Terre de Rio de Janeiro, a été adopté un plan d'action pour le XXIe siècle appelé Agenda 21, s'appliquant aux collectivités territoriales, régions, départements, communautés de communes ou communes. Ce plan d'action comporte 40 chapitres répartis en un préambule et quatre sections. Il formule des recommandations dans des domaines aussi variés que la pauvreté, la santé, le logement, la pollution, la gestion des mers, des forêts et des montagnes, la désertification, la gestion des ressources en eau et de l’assainissement, la gestion de l’agriculture, la gestion des déchets.
Depuis les années 1980, les collectivités territoriales ont progressivement adopté des outils numériques pour améliorer l’efficacité et la transparence de la gestion publique. Ces logiciels incluent des fonctionnalités telles que la centralisation des données, la planification des interventions de maintenance préventive, et la gestion optimisée des infrastructures. Ces solutions numériques jouent un rôle clé dans la transition numérique et durable des administrations territoriales.
La plupart des régions françaises possèdent un agenda 21. Toutes collectivités confondues, il y avait 1 128 agendas locaux recensés en France en 2017.
En septembre 2015, l'Agenda 2030 prend la suite de l'Agenda 21 en fixant 17 objectifs de développement durable.

## Ressources humaines
Les collectivités territoriales emploient une part importante des agents de la fonction publique française. Ces personnels relèvent principalement de la fonction publique territoriale (FPT), instituée par la loi du 26 janvier 1984. Ils exercent des missions très diverses, allant des services techniques (voirie, propreté, eau potable, espaces verts) à l’action sociale, l’urbanisme, les ressources humaines, la culture ou encore l’éducation.
Au 1er janvier 2023, les collectivités territoriales et leurs établissements publics employaient environ 1,88 million d’agents, représentant près de 35 % de l’ensemble des effectifs de la fonction publique française. Parmi eux, on distingue les agents titulaires (fonctionnaires) et les contractuels, qui peuvent occuper certains postes pour des raisons de besoins temporaires, d’expertise ou de vacances d’emplois.
Les recrutements dans la fonction publique territoriale s’effectuent principalement par concours, mais des voies complémentaires existent, comme la nomination directe ou le recours à des agents non titulaires. Le Centre national de la fonction publique territoriale (CNFPT) joue un rôle essentiel dans la formation professionnelle des agents territoriaux.